# Google Workspace
Google Workspace (ранее G Suite, Google Apps for Work и Google Apps для вашего домена) — набор облачных сервисов, предоставляемых компанией Google для других предприятий и групп людей. Google Workspace позволяет другим компаниям интегрировать собственное доменное имя с некоторыми продуктами Google.
Служба поддерживает несколько веб-приложений с похожей функциональностью как у традиционных офисных пакетов, и включает: Gmail, Google Календарь, Google Диск, Google Docs Editors и Google Meet.

## Предоставляемые пакеты
Базовый пакет бесплатен и предлагает тот же объём ящика электронной почты для одного пользователя, что и обычная учётная запись Gmail, возможность регистрации данного пакета закрыта.. На базовый пакет не распространяется техническая поддержка Google.
Профессиональный пакет предлагает объём ящика электронной почты 30 ГБ для одного пользователя и предоставляется за 50 долларов в год за одну учётную запись пользователя. Заказчикам предоставляется техническая поддержка, API для интеграции с существующей инфраструктурой и заявляется гарантия 99,9 % времени бесперебойной работы электронной почты. Допускается отсылка на не более чем 2000 внешних адресов в день.
Пакет для учебных заведений бесплатен, включает все функции профессионального пакета, за исключением сервиса видеохостинга, с объёмом ящика электронной почты как в Базовом пакете.

## История развития
С 10 февраля 2006 года Google начал тестировать «Gmail для вашего домена» в San Jose City College, разместив учётные записи Gmail с адресами домена SJCC (вида student@jaguars.sjcc.edu) и средствами администрирования для управления учётными записями.
28 августа 2006 года Google расширила этот сервис и создала «Google Apps для вашего домена», объединив больше служб Google, включая Google Calendar, Google Talk, и Google Page Creator. Позже, Google добавили «Стартовую страницу» для всех аккаунтов, основанную на службе iGoogle.
10 октября 2006 года Google позволила учебным заведениям использовать сервис, назвав его «Google Apps для учебных заведений». Крупным заказчиком Google Apps является Университет Лейкхэд в Онтарио, где у 38 тыс. пользователей есть Gmail и IM в браузере.
22 февраля 2007 года Google запустила профессиональный пакет для предприятий, который отличался от бесплатной версии, большим хранилищем (10 ГБ на пользователя), API для бизнес-интеграции, 99,9 % гарантией времени безотказной работы для Gmail и круглосуточной поддержкой по телефону. Цена составила $50 долларов США за пользователя в год. По словам Google, одними из первых пользователей Профессионального пакета Google Apps стали Procter & Gamble, SF BAY PEDIATRICS INC. и Salesforce.com. Кроме того, на всех тарифных планах Google Apps возможно было использовать Google Документы и Таблицы Google, пользователи могли так же получать доступ к Gmail на мобильных устройствах BlackBerry, а администраторы получили больше средств для администрирования приложений.
В июне 2007 года в Google Apps была добавлена функция переноса почты из сервисов, поддерживающих IMAP, общие адресные книги, предварительный просмотр Документов Google и Google Таблиц, а также увеличенный размер вложений Gmail.
3 октября 2007 года Google сообщила о намерении интеграции «безопасности, соответствия требованиям, политики управления и службы восстановления писем» из недавно приобретённого Postini в Google Apps Premier Edition.
12 октября 2007 года Google сообщила об увеличении объёма почтовых ящиков для доменов, использующих Google Apps. Аккаунты профессионального пакета теперь имеют 25 ГБ пространства (ранее 10 ГБ). Стандартные аккаунты и аккаунты для учебных заведений будут копироваться с Gmail (ранее 2 ГБ, более 6 ГБ с января 2008 года).
28 февраля 2008 года Google объявила, что сайты Google будут доступными для доменов, использующих Google Apps. Сайты Google позволяют совместно редактировать веб-сайты и даёт пользователям возможность загружать на их сайты изображения, видео и файлы.
9 июня 2009 года Google запустил Google Apps Sync для Microsoft Outlook, плагин, который позволяет клиентам синхронизировать свои данные электронной почты, календаря и контактов между Microsoft Outlook и Google Apps.
7 июля 2009 года, компания Google объявила, что службы включённые в Google Apps такие как, Gmail, Календарь Google, Документы Google и Google Talk вышли из стадии бета-тестирования. Google утверждал, что на тот момент в Google Apps работало более 1,75 миллиона компаний по всему миру.
9 марта 2010 года компания Google открыла Google Apps Marketplace, который является интернет-магазином бизнес-приложений от сторонних разработчиков, которые интегрируются с Google Apps, эти приложения позволили упростить работу пользователей в облаке. Одними из первых разработчиков приложений для Google Apps Marketplace стали такие компании как, Intuit Inc., Appirio, и Atlassian.
26 июля 2010 года Google представила издание для правительств, известное как Google Apps for Government, которое было разработано для удовлетворения специфических потребностей в государственном секторе. Также было объявлено, что Google Apps стал первым облачным сервисом который получил сертификацию и аккредитацию Federal Information Security Management Act (FISMA).
26 апреля 2011 года, Google объявила, что организации с более чем 10 пользователями больше не имеют права на бесплатную версию Google Apps. Им необходимо будет перейти на платную версию, которая получила название Google Apps for Business.
24 апреля 2012 года, Google представила Google Drive, платформу для хранения и обмена файлами. Каждому пользователю Google Apps для бизнеса было предоставлено 5 ГБ дискового хранилища с возможностью расширения за дополнительную плату.
с 7.12.2012 Google Apps Free более не доступен для новых клиентов. Аккаунты зарегистрированные до этой даты остаются бесплатными до 10 пользователей и с незначительно ограниченным функционалом пожизненно.
В январе 2013 года в России заработала первая автоматическая система распространения Google Apps для бизнеса с широким выбором способов оплаты..
13 мая 2013 года Google объединила хранилище между Google Drive и Gmail, общая размер для пользователя составляет 30 ГБ которые доступны для всех приложений Google Apps и Google Apps Marketplace.
29 сентября 2016 года Google объявила о том, что Google Apps будет ребрендирован в G Suite.
6 октября 2020 года Google сделала ребрендинг G Suite, и переименовала его в Google Workspace, одновременно с этим представив новые логотипы для некоторых своих продуктов: Gmail, Google Диск, Google Календарь, Google Docs Editors и Google Meet.

## Сервисы
Google Workspace включает в себя Gmail, Календарь и Google Meet для связи; Google Drive для хранения; Документы, таблицы, слайды, формы и сайты для совместной работы; и панель администратора и хранилище для управления пользователями и службами.

### Gmail
Gmail — это веб-служба электронной почты, запущенная в ограниченный бета-тест в апреле 2004 года. По данным на 17 июля 2017 года количество активных пользователей Gmail составляло 1,2 миллиарда человек.
В составе G Suite Gmail поставляется с дополнительными функциями, предназначенными для использования в бизнесе, в том числе:
- Адреса электронной почты с доменным именем клиента (@ yourcompany.com)
- 99,9 % гарантированного времени безотказной работы[27]
- От 30 ГБ до неограниченного места для хранения, в зависимости от тарифного плана[28]
- Круглосуточная поддержка по телефону, в чате и по электронной почте[29]
- Совместимость с синхронизацией с Microsoft Outlook и другими почтовыми службами
- Поддержка сторонних приложений для Gmail из Google Workspace Marketplace.[30]

### Google Drive
Google Drive — это служба хранения и синхронизации файлов, запущенная 24 апреля 2012 г. С помощью Google Диска пользователи могут загружать файлы любого типа в облако, делиться ими с другими и получать доступ к ним с любого компьютера, планшета или смартфона. Пользователи могут синхронизировать файлы между своими устройствами и облаком, используя приложения для Microsoft Windows и Apple MacOS, а также смартфонов и планшетов Android и iOS. В составе G Suite Google Drive поставляется с дополнительными функциями, предназначенными для использования в бизнесе, в том числе:
- От 15 ГБ до неограниченного места для хранения, в зависимости от тарифного плана
- Расширенные инструменты управления для административные, в зависимости от плана
- Аудит и отчётность по содержанию и совместному использованию Диска, в зависимости от плана

### Документы, таблицы, слайды и формы Google
Документы Google, Google Таблицы и Google Презентации представляют собой текстовый редактор, сервис для работы с электронными таблицами и сервис для презентаций. Они основываются на сервисах приобретённых Google в 2006 году и в данный момент интегрированы в Google Диск. Эти сервисы дают возможность совместного редактирования документов, электронных таблиц и презентаций в режиме реального времени через веб-браузер или мобильное приложение. Имеется функция отслеживания изменений. Формы Google инструмент который позволяет собирать информацию от пользователей посредством персонализированного опроса или викторины. Полученная информация собирается в электронной таблице.
В июне 2014 года Google представила поддержку в форматов Microsoft Office для Документов, Таблиц и Слайдов Google без необходимости конвертации файлов. TechCrunch писал «Google явно позиционирует свои приложения как более доступные решения для компаний, которым приходится иногда редактировать файлы Office».
Как часть G Suite, Google Docs и слайды поставляются с дополнительными функциями, предназначенными для использования в бизнесе, включая неограниченную историю изменений.

### Сайты Google
Сайты Google — это простой инструмент который позволяет создавать и редактировать веб-сайты пользователям без технических навыков.
Он был представлен в феврале 2008 года, чтобы помочь пользователям «быстро собирать разнообразную информацию в одном месте — включая видео, календари, презентации, вложения и текст — и легко делиться ими для просмотра или группового редактирования, как внутри своей организации так и со всем миром».

### Календарь Google
Календарь Google — это онлайн-календарь, предназначенный для планирования и отслеживания времени. Он был запущен в апреле 2006 года и интегрирован с Gmail, чтобы дать возможность пользователям легко добавлять события из сообщений электронной почты непосредственно в календарь.
В составе G Suite Календарь Google имеет дополнительные функции для бизнеса, в том числе:
- Умное планирование встреч. Служба находит доступное время и места для встречи на основе расписаний коллег
- Публичные календари для пользователей, что даёт возможность видеть предстоящие события
- Интеграция календаря с сайтами Google
- Лёгкая миграция из Exchange, Outlook, iCal или из .ics и .csv файлов
- Возможность отслеживания конференц-залов и прочих общих ресурсов

### Google Hangouts
В момент выхода Google Apps в 2006 году, для обмена сообщениями использовался Google Talk. В мае 2013 года он был заменён на Google Hangouts который совместил в себе различные технологии разрабатываемые компанией Google.
Hangouts поддерживает текстовые, голосовые и видео-конференции(до 25 участников). Он является кросс-платформенным и представлен как в виде веб-сервиса, так в виде приложения для мобильных платформ Android и iOS.
В июле 2014 года Google объявил, что у Hangouts будет гарантированно 99,9 % времени безотказной работы и поддержка по телефону и электронной почте 24/7 как и у Gmail и Google Drive.
В составе G Suite, Google Hangouts поставляется с дополнительными функциями, предназначенными для бизнеса, в том числе:
- Участники могут предоставлять доступ к своим экранам
- Экран автоматически фокусируется на говорящем человеке, а «интеллектуальное отключение звука» предотвращает фоновый шум
- Интеграция с Календарём Google для начала беседы в чате одним щелчком мыши в начале собрания
- Элементы управления для администраторов, в том числе ограничение доступа, отключение истории чата и возможность исключать участников[44]

### Hangouts Meet
Google официально запустил Hangouts Meet в марте 2017 года. Сервис был представлен как решение для проведения видеоконференций с максимальным количеством до 30 участников и позиционировалось как версия Hangouts для бизнеса. На момент запуска Hangouts Meet был представлен как веб-приложение, приложение для Android и приложение для iOS.
Hangouts Meet для пользователей G Suite включают в себя:
- До 25 участников на конференцию (30 для пользователей G Suite Enterprise)
- Возможность присоединяться конференциям через приложение Android или iOS или через веб-приложение
- Интеграция с Календарём Google для звонков в один клик
- Удалённый доступ к рабочему столу для презентации документов, электронных таблиц или презентаций
- Шифрование звонков между пользователями[46]

Google Hangouts Meet — это стандартное приложение для видеоконференций, использующее собственные протоколы для перекодирования видео, аудио и данных. Google заключила партнёрские отношения с компанией Pexip для обеспечения взаимодействия между собственным протоколом Google и основанными на стандартах протоколах SIP / H.323 для обеспечения связи между Hangouts Meet и другим оборудованием и программным обеспечением для проведения видеоконференций.

### Google+
Google+ — социальная сеть. Была запущена компанией Google в июне 2011 года по приглашению. Официально стала доступна в октябре того же года.
Google+ для пользователей G Suite включают в себя:
- Улучшенный контроль конфиденциальности
- Закрытые сообщества

8 октября 2018 года Google объявил, что к августу 2019 года Google+ будет закрыт и недоступен для обычных пользователей.
2 апреля 2019 года Google+ был официально закрыт.

### Google Keep
Google Keep — это служба заметок с различными инструментами для заметок, включая текст, списки, голосовые сообщения и изображения.
Google Keep стал частью G Suite в феврале 2017 года. Как часть G Suite, Google Keep включает дополнительные бизнес-функции:
- Интеграция с Google Docs для возможности доступа к хранения заметок Google Keep в Документах Google.

### Jamboard
В октябре 2016 года, компания Google объявила о выходе Jamboard. Это первый аппаратный продукт, предназначенный для G Suite. Jamboard — это цифровая интерактивная доска которая предназначена для проведения совещаний и мозговых штурмов. Jamboard подключён к облаку и даёт возможность людям в разных местах работать вместе в режиме реального времени с помощью нескольких Jamboard или подключаться удалённо через мобильное приложение. Jamboard распознаёт различные сенсорные способы ввода, такие как использование стилуса для рисования эскизов или ластик, чтобы начать всё сначала. Jamboard представляет собой 55-дюймовый 4K-дисплей со встроенной HD-камерой, динамиками и Wi-Fi.